# 高雄市公車217路
高雄市公車217路，由港都客運營運，分為A、B、D、E四線。

217A，起點為加昌站，終點為鳥松區公所。

217B，起點為左營南站，終點為鳥松區公所。

217D，起點為高雄科大（建工），終點為加昌站。

217E，起點為大華里（澄清路），終點為加昌站。

## 歷史
- 2018年8月1日：B線、C線停駛。
- 2022年8月29日：取消新昌幹線名稱，恢復為一般路線。[4]
- 2023年3月1日：取消停靠「鼎金國小」、「鼎金國中」、「鼎山街口」、「大順二路」，增設「莊敬國小」站。
- 2024年9月2日：恢復新昌幹線名稱，增設B線「左營南站－鳥松區公所」並調增班次。

## 停站
參見右側路線圖